# Rosane Felix
Rosane Felix do Nascimento Malta (Nova Iguaçu, 2 de outubro de 1974) é uma radialista, comentarista, locutora e política brasileira filiada ao Movimento Democrático Brasileiro (MDB).

## Biografia
Nasceu em uma família simples de Nova Iguaçu, filha de funcionário público e uma costureira. Criada em família evangélica, é formada no ensino médio completo. Ainda criança iniciou sua carreira como cantora, dom que a permitiu gravar três álbuns. Hoje pertencente a Assembleia de Deus em São Cristóvão (CADB).
Aos 17 anos, Rosane iniciou o seu trabalho na Rádio Continental AM. Sua voz carismática e uma gargalhada contagiante logo chamou a atenção dos ouvintes. A partir de então Rosane Felix começou a conquistar um novo público através das ondas de rádio. Já trabalhou na extinta rádio Manchete FM e  durante 15 anos, trabalhou na radio 93 FM. Tem uma carreira sólida, pois já atua como radialista há mais de 20 anos, ganhou o prêmio de Melhor Locutora do Rio de Janeiro na categoria gospel. Inclusive sendo a primeira radialista gospel a conquistar esse prêmio. Entregue em mãos pelos radialistas Apolinho e José Carlos Araujo (Garotinho). Rosane é casada com o também radialista, Malta Jr. A união e a cumplicidade entre eles já duram mais de 20 anos.

## Carreira política
Em 2018, foi eleita, deputada estadual  no estado do Rio de Janeiro pelo PSD com 53.644 votos, com o lema de representá-la em favor da família, mulher, criança, da ética e no combate à corrupção. Seus bens declarados em 2018 foi de R$169.841,00.
Como deputada estadual do Estado do Rio de Janeiro, Rosane Felix têm atuado como defensora dos direitos das crianças, dos adolescentes e também direito dos idosos. Também atua defendendo os direitos de instituições religiosas, em destaque para igrejas evangélicas. Em seu primeiro mandato, foi eleita presidente da Comissão da Criança, Adolescente e Idoso na Alerj.

## Desempenho eleitoral
| Ano  | Eleição                     | Candidata a       | Partido | Coligação | Votos  | %     | Resultado | Ref   |
| ---- | --------------------------- | ----------------- | ------- | --------- | ------ | ----- | --------- | ----- |
| 2018 | Estaduais no Rio de Janeiro | Deputada Estadual | PSD     | —         | 53.644 | 0,78% | Eleita    | [ 3 ] |